# 동양적 전제주의
동양적 전제주의(東洋的専制主義, oriental despotism)는 근대 유럽에서 확립된 사회구조, 정치형태 개념유형 중 하나다.
동양적 전제주의 개념은 유럽이 선진적, 아시아는 후진적이라는 세계인식을 기초로 형성되었다. 이에 따르면 동양은 신격화된 전제군주에 의한 절대적 지배를 특징으로 하며, 중국의 역대 황조를 시작으로 고대 오리엔트와 인도 아대륙, 일본의 율령제에 이르기까지 아시아 사회에 보편적으로 그런 사회구조가 존재했다고 한다. 동양은 전제적이라는 개념은 본래 아리스토텔레스가 『정치학』에서 군주제의 일례로 노예제를 수용한 소아시아에서 이루어지는, 법치를 중심으로 한 세습군주제를 꼽은 데서 유래했다. 그 시절에 동양의 전제주의는 그리스의 민주주의의 반대 개념으로 막연하게 규정되어 있었을 뿐이었다.
그러다 18세기에 몽테스키외가 『법의 정신』에서 정권을 민주정, 군주정, 전제정으로 구분하면서 전제주의가 재등장한다. 몽테스키외는 전제정 치하의 인민은 정치적으로 전혀 무권리 상태임을 지적하고, 이것을 "정치적 노예제"라고 불렀다. 그 외에 헤겔 또한 『역사철학』에서 자유 의식을 축으로 한 원리의 발전단계를 서술하는 것이 세계사라고 규정하고, 자유 의식이 처음으로 싹튼 것은 폭군이 유일한 자유인이었던 동양세계인즉, 동양에서 세계사의 맹아를 찾을 수 있다고 주장하는 등 점차 개념이 확립되었다. 그리고 그것이 정립된 것은 카를 마르크스가 『영국의 인도 지배』에서 인도를 소재로 이를 고찰하기에 이르러서다.
마르크스는 『자본주의적 생산에 선행하는 제형태』에서 소위 아시아적 생산양식이라는 개념을 제창했다. 마르크스에 따르면 동양에서는 농업과 수공업이 결합되어 자급자족적인 노동주체가 비자립적 공동체에 매몰되어 있으며, 그 공동체의 총괄적 통일체인 세습전제군주만이 생산수단인 토지를 독점소유하는 유일 소유자인 사회구조로 동양적 전제주의를 정의했다. 이 사회구조에서 잉여노동은 공납의 형식을 취하고, 전제군주를 찬미하기 위한 공동노역으로 인민은 착취당한다. 마르크스는 이런 동양의 노동주체들과 전제군주의 관계를 "총체적 노예제"라고 불렀다.

## 비판
'동양적 전제주의' 개념은 등장 직후부터 수많은 비판에 직면하게 되었다. 오늘날에는 동양적 전제주의라는 개념은 학계에서 거의 받아들여지지 않고 있다. 그 이유는 다음과 같다.
1. 대규모 관개사업이 존재하지 않는 곳에서도 전제적 노예제가 등장하며, 또한, 대규모 관개사업이 활발한 곳에서 봉건제가 형성되기도 한다. 즉, 예외 상황이 너무 많다.[2]
2. 카를 비트포겔은 전근대 동양 사회에서 토지는 국가의 소유였으나, 실질적으로는 지역 귀족 및 지방 세력의 통제에 있다고 하였다. 그는 동양 사회에서 농업에 종사하는 인민 다수는 귀족 세력에게 노동력 제공 및 공납을 행하는 형태로 종속되었다고 주장했다. 그러나, 중국의 경우는 송나라(宋朝)부터 귀족이 유명무실한 작위가 되었고, 중앙관료는 지역성을 대표하는 관료 또는 귀족이 아닌, 왕권에 완전히 소속된 관료에 해당하였다. 심지어 선발된 관료에 대해 중국 왕권은 이 선발된 인원의 각 출신지를 피해서 부임시켰다. 또한, 조선의 경우는 초기, 태종에 의해 봉건적 등작제가 폐지되었고, 중반기 이후부터 녹봉제가 성립되었기에 역시 수취권이 지방 귀족에게 있다고 보기 어렵다는 점에서 '동양적 전제주의' 개념은 한계가 있다.[3]
3. 동양 각국이 갖고 있던 정치 특성의 차이점을 무시하고 모든 동양 국가를 동일한 정치 체제의 틀에서 보았다는 점이다. 가령, 인도의 경우는 전제적 성격과 엄격한 봉건제적(카스트 제도) 성격이 혼재된 정체에 속한다면, 동북아 지역(중국, 베트남 등)의 경우는 관료제의 영향이 훨씬 강했으며[4], 신분제의 논리가 열화된 상태였다. 이 사이의 차이점은 지대하며, 본질적인 차이로도 될 수 있음에도 불구하고 카를 비트포겔은 이 모두를 같은 것으로 취급했다는 점에서 한계가 있다.

## 같이 보기
- 아시아적 생산양식

## 참고 자료
- 『東洋的専制主義』(原秀三郎筆、『日本大百科全書』所収、小学館)
- 『アジア的専制主義』(吉田晶筆、『歴史学事典』所収、弘文堂)
- 『東洋的専制主義』(吉田晶筆、『国史大辞典』所収、吉川弘文館)